# Ballywalter
Ballywalter är en ort i Storbritannien.   Den ligger i distriktet Ards and North Down och riksdelen Nordirland, i den västra delen av landet, 500 km nordväst om huvudstaden London. Ballywalter ligger 9 meter över havet och antalet invånare är 1 572.
Terrängen runt Ballywalter är platt. Havet är nära Ballywalter åt nordost.  Närmaste större samhälle är Bangor, 17,0 km nordväst om Ballywalter. Trakten runt Ballywalter består i huvudsak av gräsmarker.